# Бранд-Лабен
Бранд-Лабен (нем. Brand-Laaben) — коммуна (нем. Gemeinde) в Австрии, в федеральной земле Нижняя Австрия. 
Входит в состав округа Санкт-Пёльтен.  Население составляет 1146 человек (на 31 декабря 2005 года). Занимает площадь 34,61 км². Официальный код  —  31904.

## Политическая ситуация
Бургомистр коммуны — Хельмут Линтнер (АНП) по результатам выборов 2005 года.
Совет представителей коммуны (нем. Gemeinderat) состоит из 19 мест.
- АНП занимает 13 мест.
- СДПА занимает 4 места.
- АПС занимает 2 места.